# Departamento de Vera
Departamento de Vera är en kommun i Argentina.   Den ligger i provinsen Santa Fe, i den nordöstra delen av landet, 700 km norr om huvudstaden Buenos Aires. Antalet invånare är 51 303.
Trakten runt Departamento de Vera består i huvudsak av gräsmarker. Runt Departamento de Vera är det mycket glesbefolkat, med 2 invånare per kvadratkilometer.